# Ochrea

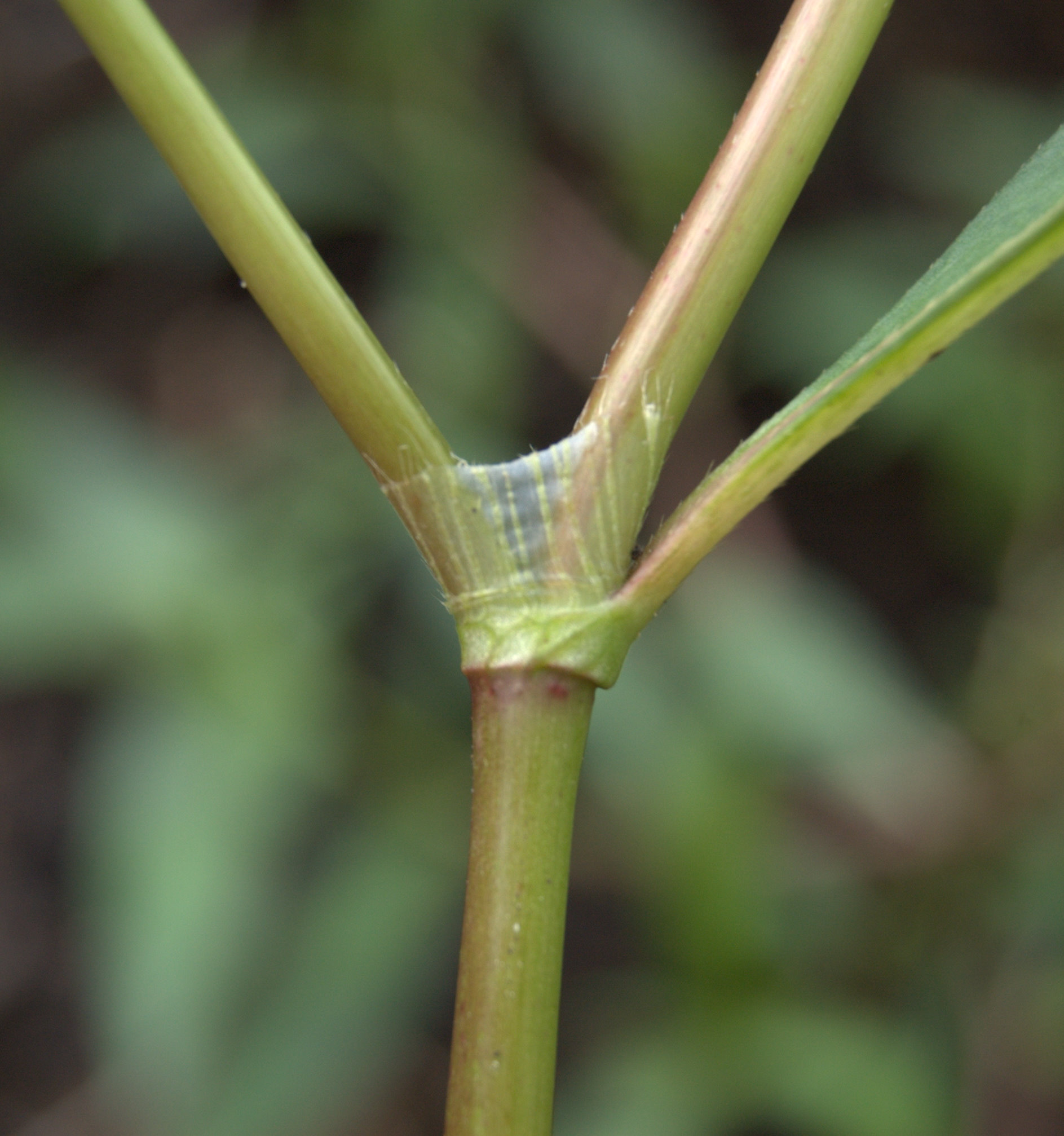
Ochrea beim Floh-Knöterich (Persicaria maculosa)

Die Ochrea oder Nebenblattscheide, früher auch Tute oder Blattstiefel genannt, ist eine durch die Umbildung der Nebenblätter entstandene, meist häutige Röhre, welche die Basis des folgenden Stängelglieds umschließt. Eine Ochrea bilden beispielsweise Knöterichgewächse.
Verwendet wurde der Ausdruck zum ersten Mal im Jahr 1798 von Carl Ludwig Willdenow.

## Nachweise
1. ↑  Werner Rothmaler: Exkursionsflora von Deutschland. Gefäßpflanzen: Grundband. 22., neu überarb.  Auflage. Nr. 2. Springer Spektrum, Berlin 2021, ISBN 978-3-662-61010-7.
2. ↑  Karl Giesenhagen: Lehrbuch der Botanik. (1894) 9. Auflage. Vieweg & Teubner, 1924, ISBN 978-3-663-15325-2, S. 47.
3. 1 2  
Gerhard Wagenitz: Wörterbuch der Botanik. Morphologie, Anatomie, Taxonomie, Evolution. Mit englisch-deutschem und französisch-deutschem Register. 2. erweiterte Auflage. Nikol, Hamburg 2008, ISBN 978-3-937872-94-0, S. 222 (Lizenzausgabe von 2003).
4. ↑  
Peter Schütt, Hans Joachim Schuck, Bernd Stimm (Hrsg.): Lexikon der Baum- und Straucharten. Das Standardwerk der Forstbotanik. Morphologie, Pathologie, Ökologie und Systematik wichtiger Baum- und Straucharten. Nikol, Hamburg 2002, ISBN 3-933203-53-8, S. 317 (Nachdruck von 1992).
5. ↑  
Carl Ludwig Willdenow: Grundriss der Kräuterkunde zu Vorlesungen entworfen. 2. verbesserte und vermehrte Ausgabe, Haude und Spenner, Berlin 1798, S. 45, eingeschränkte Vorschau in der Google-Buchsuche.